# 음몽
음몽은 음란한 꿈을 이르는 말이다. 성몽이라고도 한다.

## 같이 보기
- 한여름 밤의 음몽